# Pararuellia
Pararuellia es un género de plantas con flores perteneciente a la familia Acanthaceae. El género tiene 12 especies de hierbas, naturales de Malasia.

## Especies
- Pararuellia cavaleriei (H.Lév.) E.Hossain
- Pararuellia delavayana  (Baill.) E.Hossain
- Pararuellia drymophila (Diels) C.Y.Wu & H.S.Lo
- Pararuellia flagelliformis (Roxb.) Bremek. & Nann.-Bremek.
- Pararuellia hainanensis C.Y.Wu & H.S.Lo
- Pararuellia lowei (S.Moore) Bremek. & Nann.-Bremek.
- Pararuellia napifera (Zoll.) Bremek. & Nann.-Bremek.
- Pararuellia nudispica (C.B.Clarke) Bremek. & Nann.-Bremek.
- Pararuellia poilanei (Benoist) Bremek. & Nann.-Bremek.
- Pararuellia sumatrensis (C.B.Clarke) Bremek. & Nann.-Bremek.